# Pancerniki obrony wybrzeża typu Deodoro
Pancerniki obrony wybrzeża typu Deodoro – typ dwóch brazylijskich pancerników obrony wybrzeża z przełomu XIX/XX wieku, zbudowanych we Francji. Jeden z nich został sprzedany następnie w latach 20. Meksykowi. Oba zakończyły służbę pod koniec lat 30. XX wieku.
Wyporność pełna okrętów wynosiła 3350 ton, a długość 83,6 m. Napędzały je maszyny parowe, pozwalające na osiąganie prędkości 14 węzłów. Uzbrojenie obejmowało dwa działa kalibru 240 mm w dwóch wieżach, cztery działa kalibru 120 mm i lżejszą artylerię.

## Projekt i budowa
Pod koniec XIX wieku Marynarka Brazylii posiadała z dużych okrętów artyleryjskich dwa starzejące się pancerniki zbudowane w latach 80. („Riachuelo” i „Aquidaban”) oraz kilka zupełnie przestarzałych okrętów pancernych obrony wybrzeża. Finansowanie marynarki było jednak ograniczone po obaleniu cesarstwa w 1891 roku, a wydatki jeszcze zmniejszono na skutek udziału marynarki w buncie antyrządowym w latach 1893–1894. W efekcie, dopiero w drugiej połowie lat 90. XIX wieku, zbudowano dla niej z dużych okrętów jedynie dwa pancerniki obrony wybrzeża i jeden krążownik („Almirante Barroso”).
Pancerniki obrony wybrzeża zamówiono we francuskiej stoczni Forges et Chantiers de la Méditerranée (FCM) w La Seyne-sur-Mer. Projekt był wzorowany ogólnie na francuskich pancernikach obrony wybrzeża typu Jemmapes. Był on jednak dwukrotnie pomniejszony pod względem wyporności i ze zmniejszonym kalibrem uzbrojenia. Jednym z wymogów było zachowanie umiarkowanych rozmiarów, w tym zanurzenia, w celu umożliwienia operowania na wielkich rzekach Ameryki Południowej. Budową okrętów kierowali inżynierowie Fournier i Serres. Pierwotne zamówienie zostało złożone jeszcze wiosną 1894 roku, lecz rozpoczęcie budowy było przez pewien czas wstrzymane i okręty przeprojektowano w celu zwiększenia szybkości.

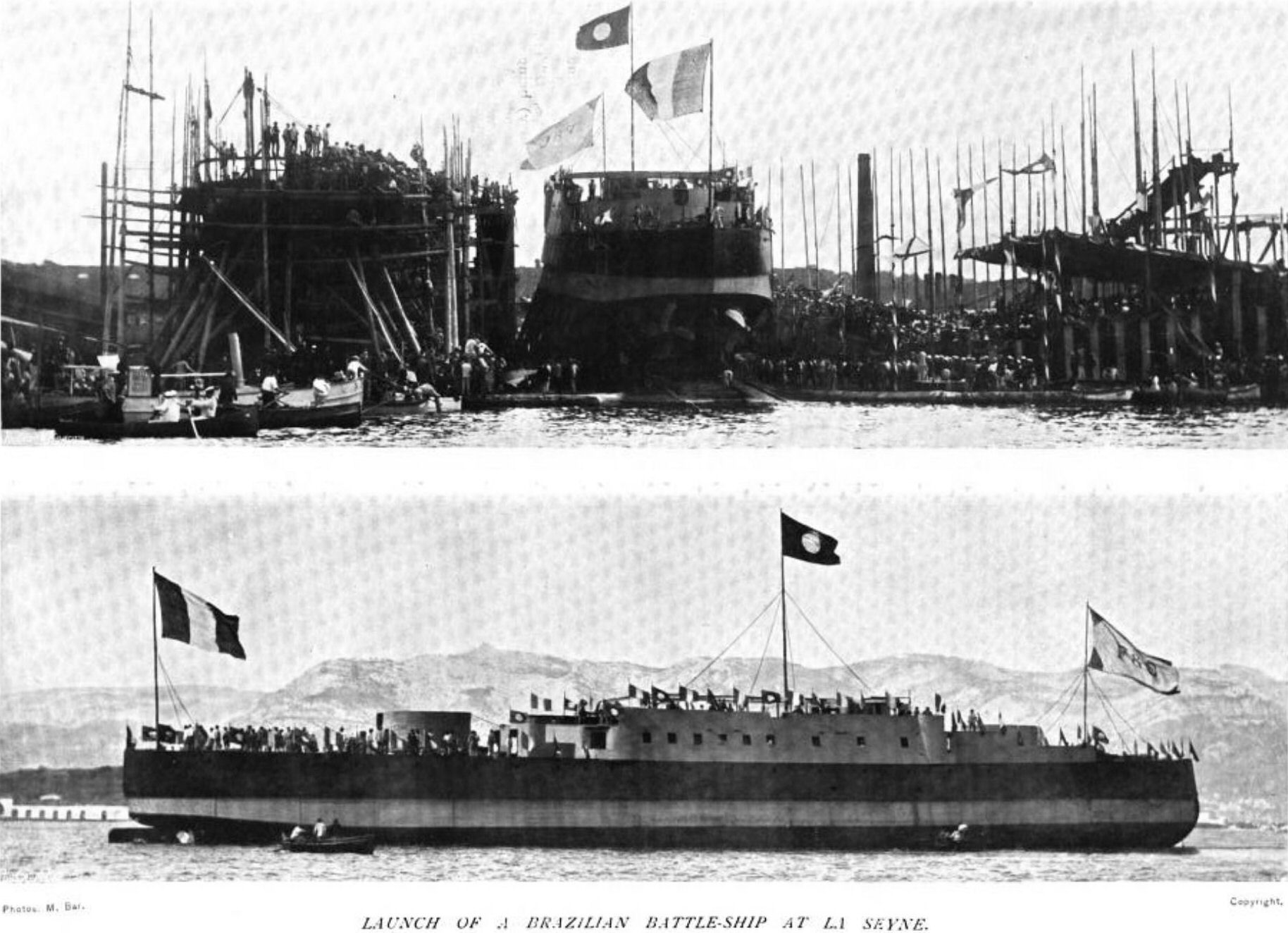
Wodowanie „Deodoro”

Stępkę pod budowę pierwszego okrętu położono w 1896 roku, a drugiego rok później. Wodowano je odpowiednio w czerwcu 1898 roku i lipcu 1899 roku. Początkowo pierwszy okręt miał nosić nazwę „Ypiranga”. Jeszcze 12 grudnia 1896 roku okręty otrzymały imiona dwóch pierwszych prezydentów republikańskiej Brazylii, początkowo z przedrostkiem: „Marechal” (marszałek), z którego jednak zrezygnowano ok. 1897–1898 roku. Budowę nadzorowała na miejscu komisja, której przewodniczył adm. José Cândido Guillobel. Podczas budowy jednostki oglądali przedstawiciele USA i Hiszpanii, szukający okrętów z związku z wojną amerykańsko-hiszpańską, ale nie zdecydowali się na zakup, przy tym okręty nie były jeszcze gotowe.
| Nazwa    | Położenie stępki | Wodowanie       | Wejście do służby | Los                                                         |
| Deodoro  | 1896             | 18 czerwca 1898 | 1899              | w 1924 sprzedany do Meksyku jako „Anáhuac”, wycofany w 1938 |
| Floriano | 1897             | 6 lipca 1899    | 31 grudnia 1900   | wycofany 2 kwietnia 1936                                    |

## Opis

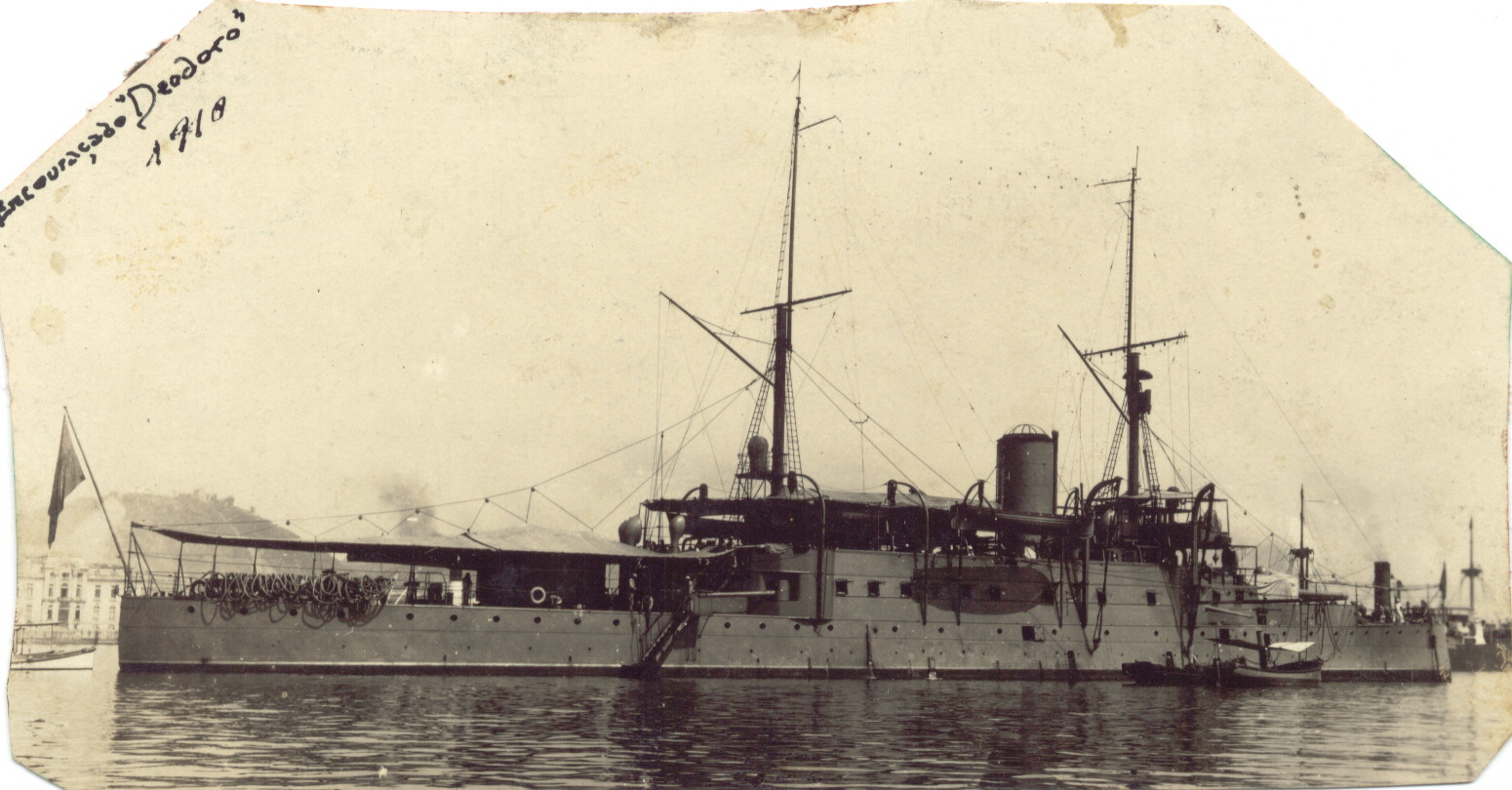
„Deodoro” od rufy

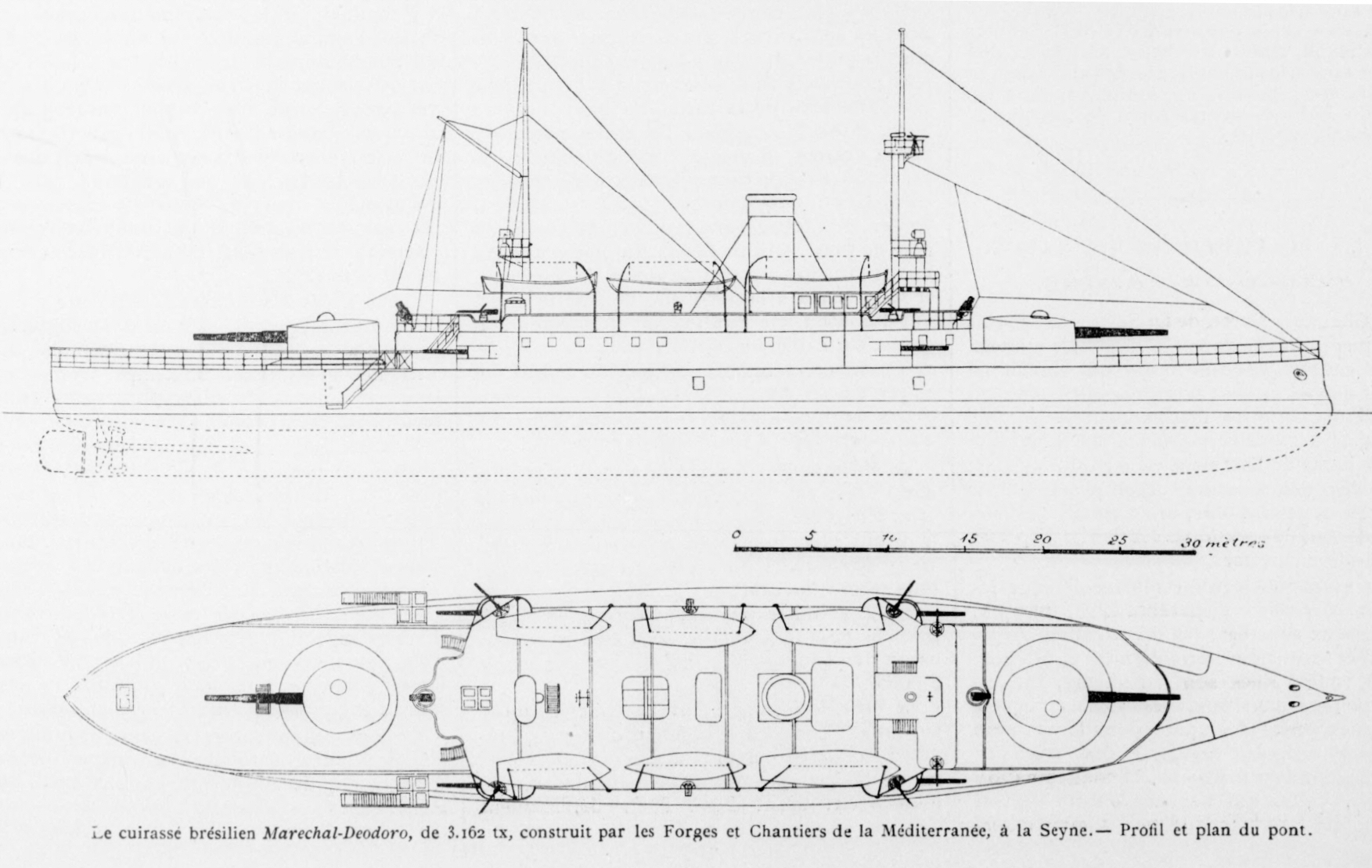
Szkic pancerników

### Kadłub i opis ogólny
Okręty miały architekturę podobną do większych pancerników ówczesnej generacji przeddrednotów. Miały kadłub gładkopokładowy z niskimi burtami na dziobie i rufie oraz długą nadbudowę na śródokręciu (nazywaną po francusku château – zamek), z niewielką nadbudówką dziobową. Wolna burta miała wysokość 2,9 m. Prawie pośrodku długości okrętu, nieco przesunięty w stronę dziobu, znajdował się pojedynczy pionowy komin. Uzbrojenie główne było umieszczone w dwóch wieżach na pokładzie dziobowym i rufowym, a artyleria średnia w postaci czterech dział kalibru 120 mm w kazamatach w narożnikach nadbudowy. Sylwetkę dopełniały dwa maszty z marsami bojowymi. Dziobnica miała formę taranową. Okręt miał dwa ciągłe pokłady, w tym jeden pancerny, i spardek nad nadbudową. Kadłub był stalowy, podzielony grodziami na 17 głównych poprzecznych przedziałów wodoszczelnych. Pewną ochronę przeciw przebiciom w części podwodnej zapewniały koferdamy wzdłuż burt wewnątrz kadłuba. Kadłub miał dno podwójne, wykorzystywane jako zbiorniki wody kotłowej i balastowe.
Wyporność normalna wynosiła 3162 ts (ton angielskich), a pełna 3350 ts. Długość całkowita wynosiła 83,6 m, a między pionami 81,5 m. Szerokość wynosiła 14,4 m, a największe zanurzenie na rufie 4,4 m.
Załoga pojedynczego okrętu liczyła 200 osób. Kabiny oficerów znajdowały się na rufie, a apartamenty dowódcy na końcu nadbudowy, pod spardekiem.

### Uzbrojenie

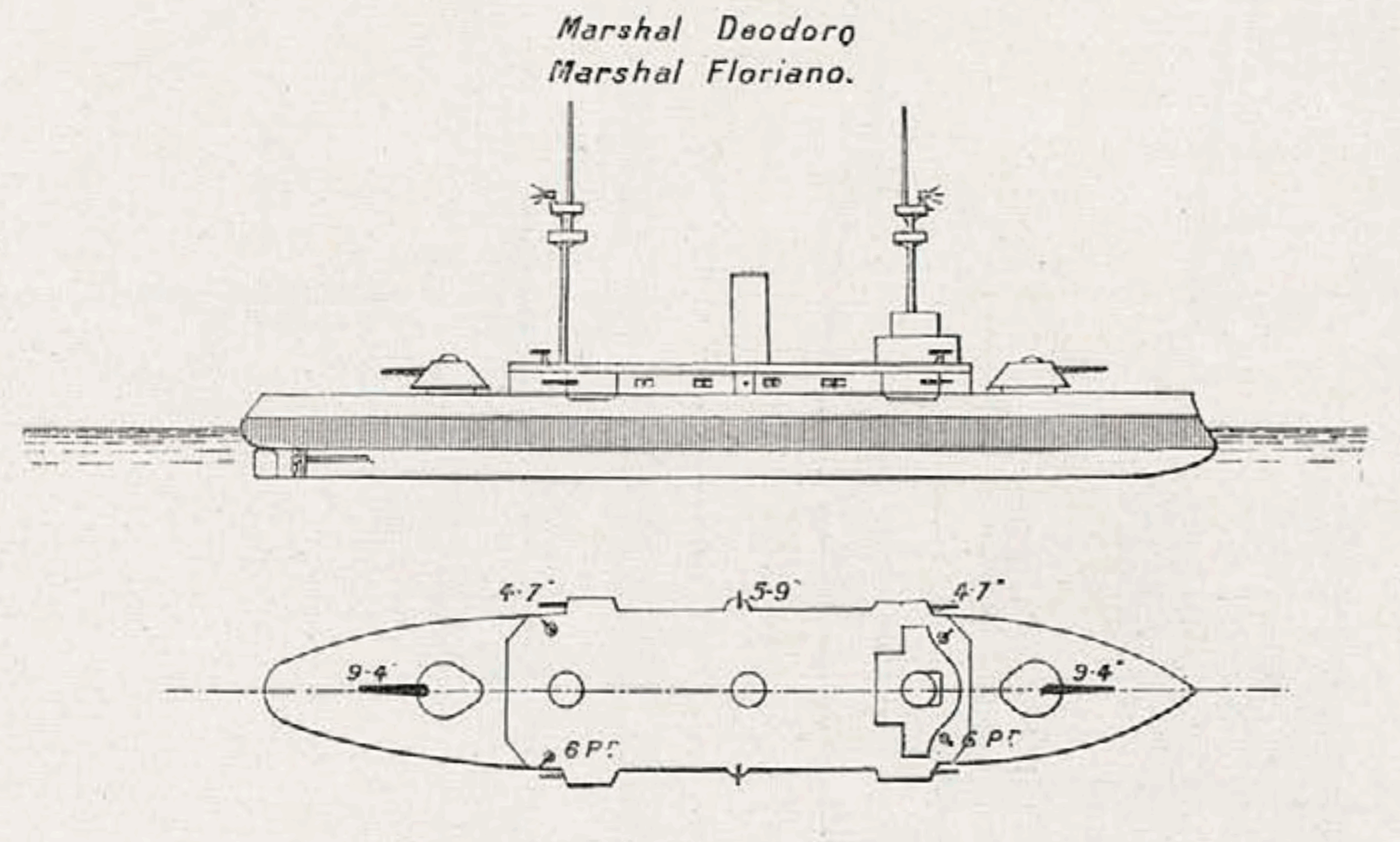
Uproszczony szkic rozmieszczenia uzbrojenia i opancerzenia kadłuba

Uzbrojenie główne składało się z dwóch armat kalibru 240 mm, umieszczonych w wieżach na dziobie i rufie, jednakże istnieją rozbieżności w publikacjach w zakresie modelu dział. Większość źródeł podaje działa brytyjskich zakładów Armstronga w Elswick (EOC). Były to prawdopodobnie działa eksportowego wzoru D (Pattern D) o długości lufy L/40 (40 kalibrów), natomiast w literaturze często spotykana jest informacja o długości lufy L/45. Działa Armstronga L/40 miały lufę o długości 9601 mm i strzelały pociskami o masie 160 kg . Wieże miały kąt ostrzału w poziomie 250° i poruszane były elektrycznie.
Artylerię średnią stanowiły cztery działa szybkostrzelne kalibru 120 mm umieszczone w kazamatach w narożnikach nadbudówki. Początkowo były to armaty Schneidera o długości lufy L/50, wkrótce po wejściu do służby wymienione na brytyjskie Armstronga o tej samej długości lufy. Ich kąt ostrzału wynosił po 110°. Miały one indywidualne windy amunicyjne. Uzupełniało je sześć szybkostrzelnych dział kalibru 57 mm Nordenfelta, ustawionych na pokładzie nadbudówki z tarczami ochronnymi. Lekkie uzbrojenie tworzyły dwa działa kalibru 37 mm Vickers na marsach bojowych i dwa karabiny maszynowe Hotchkiss kalibru 7 mm. Według innych źródeł z epoki, zamiast karabinów maszynowych na mostku były w chwili wejścia do służby działka automatyczne 37 mm Vickers-Maxim. Działa z marsów bojowych usunięto w 1915 roku.
Okręty miały dwie podwodne wyrzutnie torped systemu Armstronga kalibru 450 mm, wystrzeliwujące torpedy o długości 3,6 m. Zapas wynosił sześć torped. Wyrzutnie torped zdemontowano w 1917 roku.

### Opancerzenie
Opancerzenie burt stanowił pas pancerny w rejonie linii wodnej ze stali niklowej Harveya, o grubości maksymalnej do 350 mm na śródokręciu, zmniejszającej się do 105 mm na dziobie i rufie. Na dolnej krawędzi pod wodą grubość pasa zmniejszała się w części środkowej do 150 mm. Pas miał wysokość 1,7 m i sięgał na 1 m poniżej konstrukcyjnej linii wodnej. Oparty był na drewnianej podkładce grubości 100–120 mm. Ponad pasem pancernym burty nie były chronione. Wewnętrzny pokład pancerny ze skosami bocznymi miał grubość 45 mm, zbudowany z dwóch warstw. Według opisu z epoki, pokład miał grubość 25–30 mm, a w rejonie maszynowni i kotłowni 35 mm. Otwory w pokładzie pancernym były chronione przez zrębnice grubości 100 mm.
Wieże artylerii głównej miały pancerz grubości 200 mm na dwóch warstwach stali konstrukcyjnej grubości 20 mm. Oparte były na barbetach o grubości ścian 180 mm. Pod nimi były opancerzone szyby do transportu amunicji spod pokładu pancernego. Kazamaty artylerii średniej były chronione przez pancerz grubości 52 mm na dwóch warstwach stali konstrukcyjnej (łącznie grubości 76 mm). Same działa miały opancerzone cylindryczne maski. Ponadto stanowisko dowodzenia było osłonięte pancerzem 125 mm, a według innych źródeł 100 mm.

### Napęd
Napęd stanowiły dwie pionowe maszyny parowe potrójnego rozprężania, rozwijające moc indykowaną 3400 hp. Napędzały dwie czteropłatowe śruby o średnicy 320 cm. Były zasilane w parę przez osiem kotłów wodnorurkowych systemu Lagrafel d′Allest, rozdzielonych na cztery grupy po dwa kotły. W 1915 roku zostały one wymienione na cztery kotły systemu Babcock & Wilcox. Zapas paliwa wynosił 240 ton węgla. W Meksyku kotły „Deodoro” zostały dostosowane do paliwa płynnego, którego zapas zwiększono do 440 ton. 
Prędkość maksymalna na próbach przy wymuszonym ciągu wynosiła 14 węzłów. Spotykane informacje o prędkości 15 węzłów nie mają według monografii potwierdzenia w źródłach brazylijskich (ewentualnie może była ona osiągana po wymianie kotłów). Zasięg wynosił pierwotnie 1440 mil morskich przy prędkości 7,5 węzła.

### Wyposażenie
Energię elektryczną – prąd o napięciu 80 V i natężeniu 400 A dostarczały cztery prądnice napędzane własnymi maszynami parowymi. Prądnice były firmy Sautter-Harlé. Oprócz elektrycznego oświetlenia (255 lamp), wentylatorów i mechanizmów pomocniczych na prąd, okręty miały dwa reflektory bojowe Mangina o średnicy 60 cm. Reflektory umieszczone były według planu na platformach u podstawy masztu dziobowego i rufowego.
Okręty były wyposażone w radiostacje Telefunken i Marconi o zasięgu do 40 mil morskich. Do kierowania ogniem służył dalmierz o zasięgu 7000 m.

## Służba

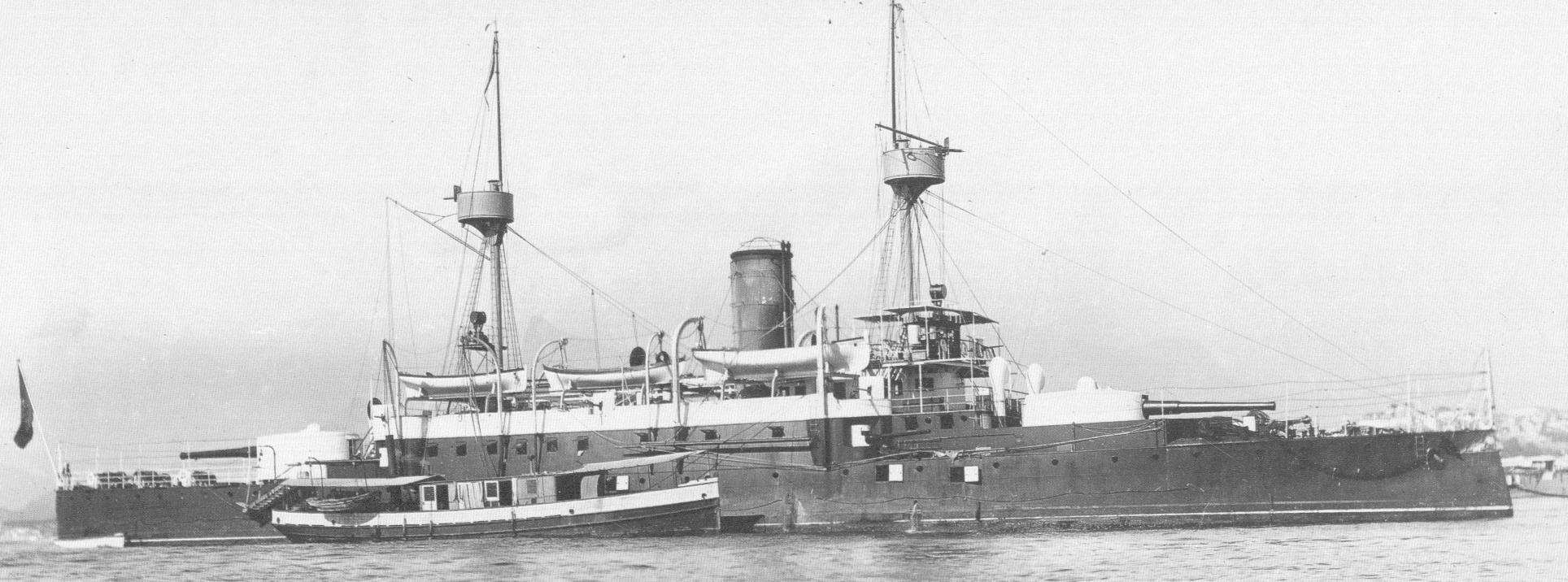
„Deodoro” w początkowym „wiktoriańskim” malowaniu

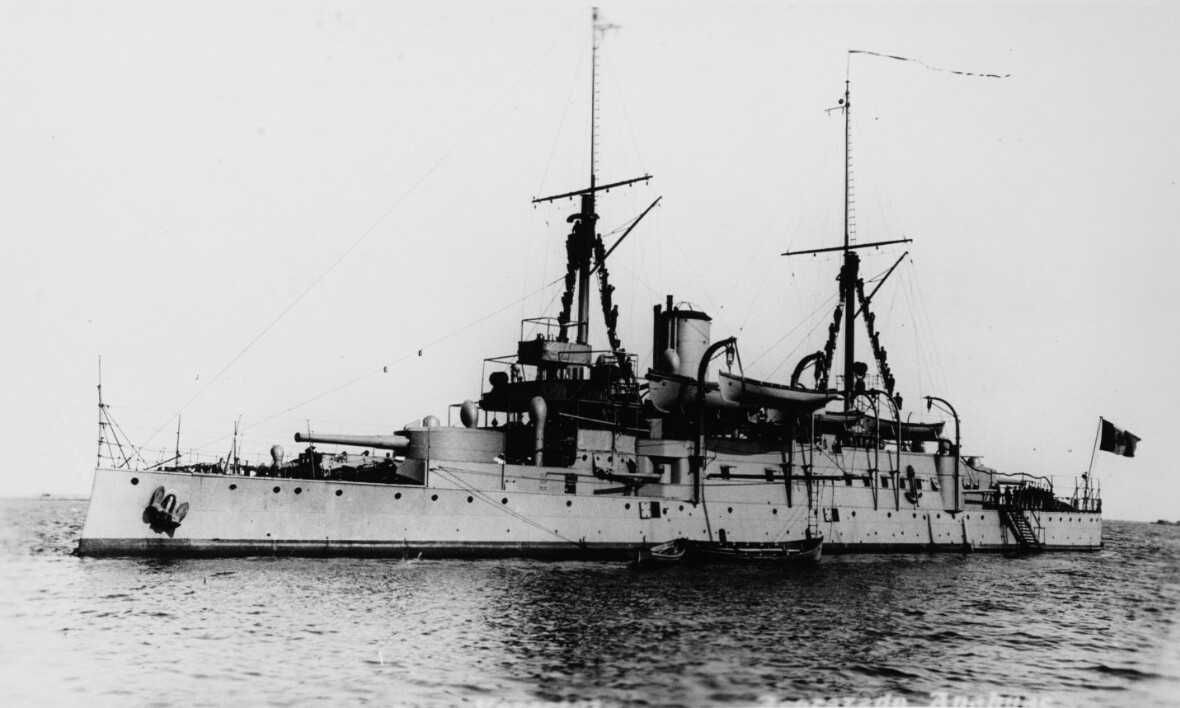
„Anáhuac” pod banderą Meksyku w latach 20. XX wieku. Widoczny brak marsów bojowych.

„Deodoro” wszedł faktycznie do służby w Marynarce Brazylii w 1900 roku, a „Floriano” w 1901 roku. Okręty pełniły służbę w obronie wybrzeża Brazylii i były używane podczas manewrów floty. Do 1910 roku – wejścia do służby pancerników typu Minas Gereas, były najnowszymi z jej czterech dużych okrętów artyleryjskich, mimo że z racji wielkości i charakterystyk nie były pełnowartościowymi pancernikami. W styczniu 1908 roku reprezentowały marynarkę brazylijską podczas wizyty w Rio de Janeiro amerykańskiej Wielkiej Białej Floty.
Okręty nie brały udziału w działaniach bojowych przeciw innym państwom, natomiast używane były w walkach domowych. W listopadzie 1904 roku „Deodoro” posłużył do stłumienia buntu w szkole wojskowej w Praia Vermelha. W dniach 22–25 listopada 1910 roku natomiast „Deodoro” dołączył w buntu floty w Rio de Janeiro przeciw złemu traktowaniu marynarzy i stosowaniu kar cielesnych, który odniósł częściowy skutek. W 1914 roku oba tworzyły 2. Eskadrę floty (2a Divisão Naval). W 1915 roku przeszły remont i modernizację kotłowni (według innych źródeł, w 1912 roku). Służyły u brzegów Brazylii podczas I wojny światowej, nie biorąc udziału w walkach.
W kwietniu 1924 roku „Deodoro” został sprzedany Meksykowi i 29 kwietnia podniesiono na nim banderę meksykańską. Służył w Marynarce Meksyku pod nazwą „Anáhuac”, jako jej największy okręt i jedyny większy od kanonierek. Został wycofany ze służby w 1938 roku, po czym złomowany w 1940 roku.
„Floriano” kontynuował służbę w marynarce Brazylii, obok nowych pancerników. 6 lipca 1922 roku został uszkodzony pociskiem artylerii nadbrzeżnej podczas ćwiczeń. W 1934 roku został wycofany z czynnej służby i rozbrojony, po czym pełnił rolę hulku koszarowego do skreślenia z listy floty 2 kwietnia 1936 roku.
Pancerniki obrony wybrzeża typu Deodoro były stosunkowo nowoczesne w chwili wejścia do służby, ale ich realna wartość bojowa była oceniana jako umiarkowana z uwagi na nieliczną artylerię i mało rozległe opancerzenie. Oceniano, że byłyby słabsze w walce od argentyńskich krążowników pancernych typu Garibaldi. Ich projekt był jednak kompromisowy, a zamówienie dwóch nowoczesnych okrętów obrony wybrzeża pozwoliło na rozwój marynarki brazylijskiej i ochronę dwóch strategicznie ważnych punktów wybrzeża. Przy tym, za kwotę wydaną na oba okręty, trudno byłoby zbudować pełnowartościowy pancernik, a dwukrotnie większy pancernik obrony wybrzeża w rodzaju francuskiego Jemmapes miałby mimo to niewiele większą wartość bojową.